# وی‌پی‌ان اکسپرس

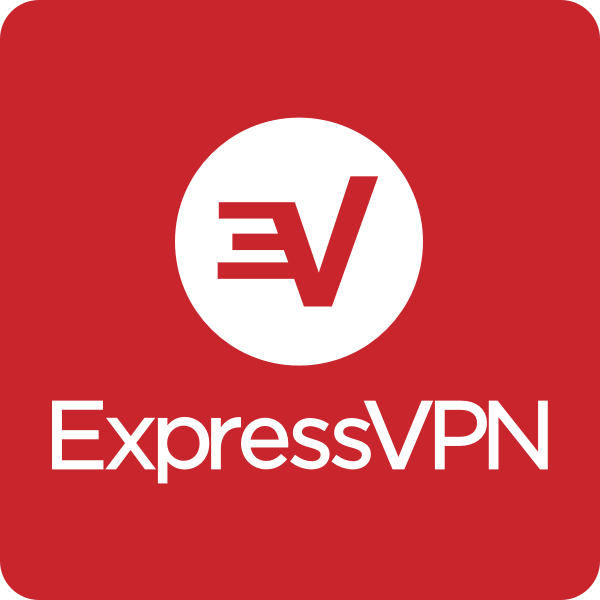
تصویر و لوگوی اکسپرس وس پی ان

وی‌پی‌ان اکسپرس (به انگلیسی: ExpressVPN) یک برنامه است که خدمات شبکه خصوصی مجازی ارائه می‌دهد. این شرکت در جزایر ویرجین بریتانیا بر اساس شرکت Express VPN بین‌المللی با مسئولیت محدود ثبت شده‌است. عرضهٔ تجاری این نرم‌افزار به عنوان ابزاری برای حفظ حریم خصوصی و امنیتی است که برای رمز گذاری ترافیک کاربران در وب سایت‌ها و پنهان کردن آدرس‌های IP استفاده می‌شود.
در سال ۲۰۱۸ وبگاه TechRadar این برنامه را در صدر فهرست منتخب ویراستاران قرار داد

## ویژگی‌های
ExpressVPN نرم‌افزار برای ویندوز مک iOS اندروید لینوکس و رهیاب‌ها بیرون داده‌است. این نرم‌افزار رمزگذاری را با استفاده از یک گواهینامه ۴۰۹۶ بیتی  با رمزنگاری AES-256-CBC و TLSv1.2 برای ایمن‌سازی ترافیک کاربر انجام می‌دهد. پروتکل‌های دسترسی شامل VPN OpenVPN های SSTP های L2TP/IPSec و PPTP می‌شوند.

## در اخبار
در ماه ژوئیه ۲۰۱۷، ExpressVPN در نامه ای سرگشاده اعلام کرد که شرکت اپل اقدام به حذف تمام VPNهای آن از فروشگاه App در چین کرده‌است. این اعلامیه بعدها در نیویورک تایمز و دیگر رسانه‌ها نیز بازتاب داشت. در پاسخ به پرسش سناتور ایالات متحده آمریکا اپل اعلام کرد که ۶۷۴ نرم‌افزار VPN را از فروشگاه App در چین در سال ۲۰۱۷ به درخواست دولت چین برداشته است.
در دسامبر ۲۰۱۷، ExpressVPN به ویژه در رابطه با تحقیق و تفحص از ترور سفیر روسیه به ترکیه با آندره کارلوف نام این برنامه مطرح شد. بازرسان ترکی یک سرور ExpressVPN را ضبط کردند که گفتند برای پاک کردن اطلاعات مربوطه از حساب Gmail و Facebook قاتل استفاده شده.